# 蔡以台
蔡以台（1729年—？），字季實，號蘭圃。浙江省嘉兴府嘉善县楓涇南鎮（今上海金山）人。是楓涇兩狀元之一。

## 生平
清朝雍正七年（1729年）出生，蔡以台自幼记识过人、勤奋异常，乡塾曾亲向其父请求为其免费授学。15岁时，便通过县试、府试。18岁时奔父丧、养老母。后母病，因救母不得向妻诉苦，并得允后卖于嘉善首富周员外，周员外知此事后，送还其妻并赠银千两，嘱咐其潜心学习以应科举。当时得翰林侍林侍讀學士沈辰垣的教導，學業大進。乾隆二十一年中举人，乾隆二十二年（1757年）会试第一（會元），殿试一甲第一名（狀元），連中兩元。授翰林院修撰，掌修国史。乾隆二十五年（1760年），任顺天乡试同考官，后日讲起居注官。时常现身说法，以自己卖妻养母故事，激励出身贫寒的学子。乾隆帝对其不以出身寒微为讳的举动甚为欣赏，时常向朝臣们提及此事，赞赏有加。
后因母死，悲傷過度，不久亡。著有《观光集》、《南巡盛典》、《姓氏窃略》、《友斋遗稿》等。